# Archaeoscorpiops grossei
Espèce
Archaeoscorpiops grossei est une espèce fossile de scorpions de la famille des Palaeoeuscorpiidae.

## Distribution
Cette espèce a été découverte dans de l'ambre de Birmanie. Elle date du Crétacé.

## Description
L'holotype mesure 9,72 mm.

## Systématique et taxinomie
Cette espèce a été décrite par Lourenço en 2023.

## Étymologie
Cette espèce est nommée en l'honneur d'Horst Grosse (1920-2001). 

## Publication originale
- (en) Lourenço et Velten, « A second species of Archaeoscorpiops Lourenço, 2015 from Cretaceous Burmese amber (Scorpiones: Palaeoeuscorpiidae) », Faunitaxys, vol. 11, no 57,‎ 2023, p. 1-4